# Salina (Kansas)
Pour les articles homonymes, voir Salina.
Salina (en anglais [səˈlaɪnə]) est une ville du Kansas. Elle constitue le siège du comté de Saline. La ville tire son nom de la rivière Saline qui la traverse. Elle est le siège de l'évêché de Salina.

## Infrastructures
La ville possède un aéroport doté d'une piste de 3 750 m de long, à partir de laquelle le GlobalFlyer décolla pour effectuer le tour du monde le 28 février 2005.

## Source
- (en) Cet article est partiellement ou en totalité issu de l’article de Wikipédia en anglais intitulé « Salina, Kansas » (voir la liste des auteurs).